# IndyCar Series 2021
Navigation
2020 2022
Le championnat IndyCar Series 2021 est la 26e saison du championnat d'IndyCar Series. Comportant 17 courses, il démarre comme de tradition sur le circuit urbain de St. Petersburg le 7 mars et se termine le 26 septembre à Long Beach, sur le circuit de Long Beach. Le principal événement de la saison, les 500 miles d'Indianapolis, se tiennent le 30 mai et sont remportées par Hélio Castroneves.

## Repères en début de saison

### Généralités et règlements
Toutes les écuries utilisent un châssis spécial Dallara IR18 et des pneumatiques Firestone.
Elles doivent choisir entre un moteur Honda (Andretti Autosport, Chip Ganassi Racing, Dale Coyne Racing, Meyer Shank Racing et Rahal Letterman Racing) ou un moteur Chevrolet (Team Penske, A.J. Foyt, Arrow McLaren SP, Carlin, Dreyer & Reinbold Racing, Ed Carpenter et Paretta Autosport).
Les courses se déroulent sur trois types de circuits : routiers (Barber Motorsports Park, Road America ou encore Laguna Seca), urbains (Circuit urbain de St. Petersburg, Circuit urbain de Long Beach ou encore Circuit urbain du parc des expositions de Toronto) et ovales (Indianapolis Motor Speedway pour l'Indy500, Texas Motor Speedway ou encore Gateway).

### Pilotes
- Scott Dixon en 2003, 2008, 2013, 2015, 2018 et 2020, Ryan Hunter-Reay en 2012, Will Power en 2014, Simon Pagenaud en 2016 et Josef Newgarden en 2017 et 2019 sont les cinq champions IndyCar à s'engager pour l'intégralité de la saison.
- Tony Kanaan en 2004 est le seul champion IndyCar à compléter un programme partiel.
- Sébastien Bourdais en 2004, 2005, 2006 et 2007 est le seul champion de Champ Car (ancêtre de l'IndyCar) à s'engager pour l'intégralité de la saison.

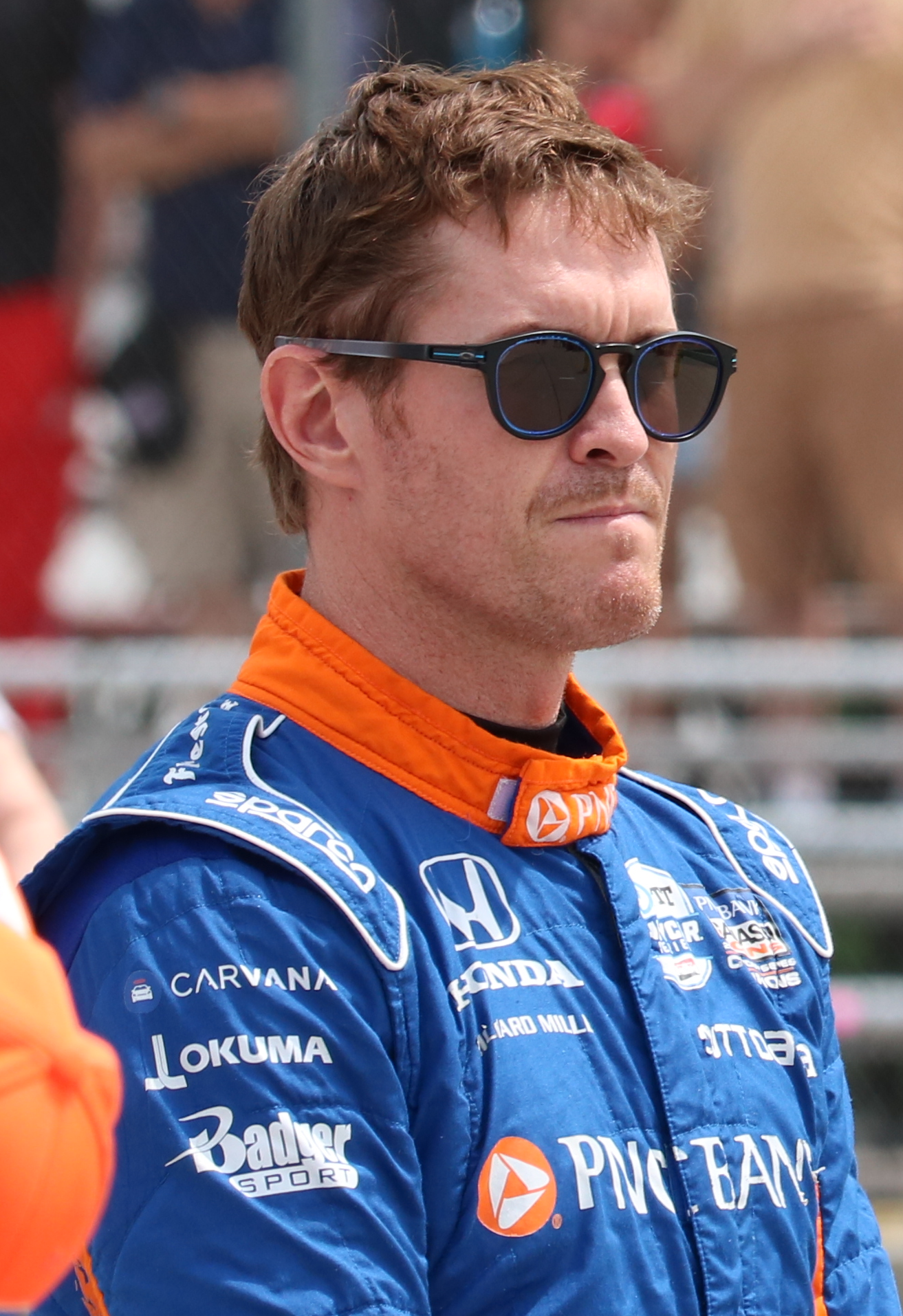
Scott Dixon, le tenant du titre.

- Scott Dixon, le tenant du titre.Juan Pablo Montoya en 1999 est le seul champion de CART (ancêtre de l'IndyCar) à compléter un programme partiel.

- Hélio Castroneves en 2001, 2002 et 2009, Juan Pablo Montoya, en 2000 et 2015, Scott Dixon en 2008, Tony Kanaan en 2013, Ryan Hunter-Reay en 2014, Alexander Rossi en 2016, Takuma Satō en 2017 et 2020, Will Power en 2018 et Simon Pagenaud en 2019 sont les vainqueurs des 500 Miles d'Indianapolis qui réalise un programme complet ou partiel comportant au moins Indy 500.

#### Départs
- Oliver Askew, un podium en 2020, n'est pas conservé par Arrow McLaren SP[1]

#### Retours
- Hélio Castroneves rejoint le Meyer Shank Racing avec un programme de 6 courses dont Indy500[2].
- Sébastien Bourdais fait son retour chez A.J. Foyt avec un programme complet après une saison partielle en 2020[3].
- Oliver Askew, non conservé par Arrow McLaren SP en fin de saison dernière, dispute la seconde course de Détroit avec l'écurie en remplacement de Felix Rosenqvist, blessé[4]. Il est également appelé à la rescousse par le Ed Carpenter Racing pour remplacer Rinus VeeKay, blessé, lors de la manche suivante à Road America[5].

#### Débuts
- Jimmie Johnson, septuple champion de NASCAR, rejoint le Chip Ganassi Racing pour disputer les courses sur circuits routiers et urbains[6].

- Scott McLaughlin, triple champion de V8 Supercars, rejoint le Team Penske pour un programme complet[7]

- Romain Grosjean, dix podiums en Formule 1 en 179 départs, rejoint le Dale Coyne Racing pour disputer les courses sur circuits routiers et urbains ainsi que l'épreuve sur l'ovale de Gateway[8],[9]

- Kévin Magnussen, un podium en Formule 1 en 116 départs et pilote en IMSA, dispute la manche à Road America avec Arrow McLaren SP en remplacement de Felix Rosenqvist, blessé[10].

#### Transferts
- Felix Rosenqvist passe du Chip Ganassi Racing à Arrow McLaren SP[11].
- Álex Palou quitte le Dale Coyne Racing et signe pour le Chip Ganassi Racing[12].

## Écuries et pilotes
| Écurie                                                        | Moteur    | No. | Pilote(s)           | Manche(s)           |
| ------------------------------------------------------------- | --------- | --- | ------------------- | ------------------- |
| A. J. Foyt Enterprises                                        | Chevrolet | 1   | J. R. Hildebrand    | 6                   |
| A. J. Foyt Enterprises                                        | Chevrolet | 4   | Dalton Kellett      | Toutes              |
| A. J. Foyt Enterprises                                        | Chevrolet | 11  | Charlie Kimball     | 5-6                 |
| A. J. Foyt Enterprises                                        | Chevrolet | 14  | Sébastien Bourdais  | Toutes              |
| Andretti Autosport                                            | Honda     | 25  | Stefan Wilson R     | 6                   |
| Andretti Autosport                                            | Honda     | 26  | Colton Herta        | Toutes              |
| Andretti Autosport                                            | Honda     | 27  | Alexander Rossi     | Toutes              |
| Andretti Autosport                                            | Honda     | 28  | Ryan Hunter-Reay    | Toutes              |
| Andretti Harding Steinbrenner Autosport                       | Honda     | 29  | James Hinchcliffe   | Toutes              |
| Andretti Herta Autosport avec Marco Andretti & Curb-Agajanian | Honda     | 98  | Marco Andretti      | 6                   |
| Arrow McLaren SP                                              | Chevrolet | 5   | Patricio O'Ward     | Toutes              |
| Arrow McLaren SP                                              | Chevrolet | 7   | Felix Rosenqvist    | 1-7, 10-16          |
| Arrow McLaren SP                                              | Chevrolet | 7   | Oliver Askew        | 8                   |
| Arrow McLaren SP                                              | Chevrolet | 7   | Kevin Magnussen     | 9                   |
| Arrow McLaren SP                                              | Chevrolet | 66  | Juan Pablo Montoya  | 5–6                 |
| Carlin                                                        | Chevrolet | 59  | Max Chilton         | 1−2, 6–12, 14–16    |
| Carlin                                                        | Chevrolet | 59  | Conor Daly          | 3–4, 13             |
| Chip Ganassi Racing                                           | Honda     | 8   | Marcus Ericsson     | Toutes              |
| Chip Ganassi Racing                                           | Honda     | 9   | Scott Dixon         | Toutes              |
| Chip Ganassi Racing                                           | Honda     | 10  | Álex Palou          | Toutes              |
| Chip Ganassi Racing                                           | Honda     | 48  | Jimmie Johnson R    | 1–2, 5, 7–12, 14–16 |
| Chip Ganassi Racing                                           | Honda     | 48  | Tony Kanaan         | 3–4, 6, 13          |
| Dale Coyne Racing avec Rick Ware Racing                       | Honda     | 51  | Romain Grosjean,R   | 1–2, 5, 7-16        |
| Dale Coyne Racing avec Rick Ware Racing                       | Honda     | 51  | Pietro Fittipaldi   | 3–4, 6              |
| Dale Coyne Racing avec Rick Ware Racing                       | Honda     | 52  | Cody Ware           | 9, 11-12            |
| Dale Coyne Racing avec Rick Ware Racing                       | Honda     | 52  | Ryan Norman         | 10                  |
| Dale Coyne Racing avec Vasser-Sullivan                        | Honda     | 18  | Ed Jones            | Toutes              |
| Dreyer & Reinbold Racing                                      | Chevrolet | 24  | Sage Karam          | 6                   |
| Ed Carpenter Racing                                           | Chevrolet | 20  | Ed Carpenter        | 3–4, 6, 13          |
| Ed Carpenter Racing                                           | Chevrolet | 20  | Conor Daly          | 1–2, 5, 7–12, 14–16 |
| Ed Carpenter Racing                                           | Chevrolet | 47  | Conor Daly          | 6                   |
| Ed Carpenter Racing                                           | Chevrolet | 21  | Rinus VeeKay        | 1-8, 10-16          |
| Ed Carpenter Racing                                           | Chevrolet | 21  | Oliver Askew        | 9                   |
| Juncos Hollinger Racing                                       | Chevrolet | 77  | Callum Ilott R      | 14-16               |
| Meyer Shank Racing                                            | Honda     | 06  | Hélio Castroneves   | 6, 11–12, 14–16     |
| Meyer Shank Racing                                            | Honda     | 60  | Jack Harvey         | Toutes              |
| Paretta Autosport                                             | Chevrolet | 16  | Simona de Silvestro | 6                   |
| Rahal Letterman Lanigan Racing                                | Honda     | 15  | Graham Rahal        | Toutes              |
| Rahal Letterman Lanigan Racing                                | Honda     | 30  | Takuma Satō         | Toutes              |
| Rahal Letterman Lanigan Racing                                | Honda     | 45  | Santino Ferrucci,   | 6-8, 10-11          |
| Rahal Letterman Lanigan Racing                                | Honda     | 45  | Christian Lundgaard | 12                  |
| Rahal Letterman Lanigan Racing                                | Honda     | 45  | Oliver Askew        | 14-16               |
| Team Penske                                                   | Chevrolet | 2   | Josef Newgarden     | Toutes              |
| Team Penske                                                   | Chevrolet | 3   | Scott McLaughlin R  | Toutes              |
| Team Penske                                                   | Chevrolet | 12  | Will Power          | Toutes              |
| Team Penske                                                   | Chevrolet | 22  | Simon Pagenaud      | Toutes              |
| Top Gun Racing                                                | Chevrolet | 75  | R.C. Enerson R      | 6, 12               |

- R : Pilote éligible pour le titre de Rookie of the Year

## Calendrier
Le calendrier provisoire de la saison 2021 est dévoilé le 1er octobre 2020. 
Le Grand Prix de Long Beach est déplacé du 18 avril au 26 septembre 2021.
Le Grand Prix de St. Petersbourg est reporté du 7 mars au 25 avril 2021.
Le Grand Prix de Barber est repoussé du 11 au 18 avril 2021. Le Grand Prix de Toronto, prévue du 9 au 11 juillet est annulé, à cause de la pandémie de Covid 19.
| n° | Date         | Évènement                               | Circuit                                       | Lieu                     |
| -- | ------------ | --------------------------------------- | --------------------------------------------- | ------------------------ |
| 1  | 18 avril     | Grand Prix automobile d'Alabama         | R Barber Motorsports Park                     | Birmingham (Alabama)     |
| 2  | 25 avril     | Grand Prix automobile de St. Petersburg | U Circuit urbain de St. Petersburg            | St. Petersburg (Floride) |
| 3  | 1er mai      | Grand Prix automobile du Texas I        | O Texas Motor Speedway                        | Fort Worth (Texas)       |
| 4  | 2 mai        | Grand Prix automobile du Texas II       | O Texas Motor Speedway                        | Fort Worth (Texas)       |
| 5  | 15 mai       | Grand Prix automobile d'Indianapolis I  | R Indianapolis Motor Speedway (tracé routier) | Speedway (Indiana)       |
| 6  | 30 mai       | 500 miles d'Indianapolis                | O Indianapolis Motor Speedway                 | Speedway (Indiana)       |
| 7  | 12 juin      | Grand Prix automobile de Détroit I      | U Circuit de Belle Isle                       | Détroit (Michigan)       |
| 8  | 13 juin      | Grand Prix automobile de Détroit II     | U Circuit de Belle Isle                       | Détroit (Michigan)       |
| 9  | 20 juin      | Grand Prix automobile d'Elkhart Lake    | R Road America                                | Elkhart Lake (Wisconsin) |
| 10 | 4 juillet    | Grand Prix automobile de Mid-Ohio       | R Mid-Ohio Sports Car Course                  | Lexington (Ohio)         |
| 11 | 8 août       | Grand Prix automobile de Nashville      | U Circuit urbain de Nashville                 | Nashville (Tennessee)    |
| 12 | 14 août      | Grand Prix automobile d'Indianapolis II | R Indianapolis Motor Speedway (tracé routier) | Speedway (Indiana)       |
| 13 | 21 août      | Grand Prix automobile de Gateway        | O World Wide Technology Raceway at Gateway    | Madison (Illinois)       |
| 14 | 12 septembre | Grand Prix automobile de Portland       | R Portland International Raceway              | Portland (Oregon)        |
| 15 | 19 septembre | Grand Prix automobile de Monterey       | R WeatherTech Raceway Laguna Seca             | Monterey (Californie)    |
| 16 | 26 septembre | Grand Prix de Long Beach                | U Circuit urbain de Long Beach                | Long Beach (Californie)  |

Légende :
- U : circuit urbain temporaire
- R : circuit routier
- O : circuit ovale

## Résultats des épreuves
| Course | Circuit                  | Pole position   | Meilleur tour    | + de tours en tête | Vainqueur         | Vainqueur           | Vainqueur |
| Course | Circuit                  | Pole position   | Meilleur tour    | + de tours en tête | Pilote            | Écurie              | Motoriste |
| ------ | ------------------------ | --------------- | ---------------- | ------------------ | ----------------- | ------------------- | --------- |
| 1      | Alabama                  | Patricio O'Ward | Patricio O'Ward  | Álex Palou         | Álex Palou        | Chip Ganassi Racing | Honda     |
| 2      | St. Petersburg           | Colton Herta    | Álex Palou       | Colton Herta       | Colton Herta      | Andretti Autosport  | Honda     |
| 3      | Texas 1                  | Álex Palou      | Marcus Ericsson  | Scott Dixon        | Scott Dixon       | Chip Ganassi Racing | Honda     |
| 4      | Texas 2                  | Scott Dixon     | Álex Palou       | Scott Dixon        | Patricio O'Ward   | Arrow McLaren SP    | Chevrolet |
| 5      | GP d'Indianapolis 1      | Romain Grosjean | Rinus VeeKay     | Romain Grosjean    | Rinus VeeKay      | Ed Carpenter Racing | Chevrolet |
| 6      | 500 miles d'Indianapolis | Scott Dixon     | Santino Ferrucci | Conor Daly         | Hélio Castroneves | Meyer Shank Racing  | Honda     |
| 7      | Detroit 1                | Patricio O'Ward | Josef Newgarden  | Will Power         | Marcus Ericsson   | Chip Ganassi Racing | Honda     |
| 8      | Detroit 2                | Josef Newgarden | Colton Herta     | Josef Newgarden    | Patricio O'Ward   | Arrow McLaren SP    | Chevrolet |
| 9      | Road America             | Josef Newgarden | Álex Palou       | Josef Newgarden    | Álex Palou        | Chip Ganassi Racing | Honda     |
| 10     | Mid-Ohio                 | Josef Newgarden | Jack Harvey      | Josef Newgarden    | Josef Newgarden   | Team Penske         | Chevrolet |
| 11     | Nashville                | Colton Herta    | Colton Herta     | Colton Herta       | Marcus Ericsson   | Chip Ganassi Racing | Honda     |
| 12     | GP d'Indianapolis 2      | Patricio O'Ward | Will Power       | Will Power         | Will Power        | Team Penske         | Chevrolet |
| 13     | Madison                  | Will Power      | Takuma Satō      | Josef Newgarden    | Josef Newgarden   | Team Penske         | Chevrolet |
| 14     | Portland                 | Álex Palou      | Romain Grosjean  | Graham Rahal       | Álex Palou        | Chip Ganassi Racing | Honda     |
| 15     | Laguna Seca              | Colton Herta    | Josef Newgarden  | Colton Herta       | Colton Herta      | Andretti Autosport  | Honda     |
| 16     | Long Beach               | Josef Newgarden | Patricio O'Ward  | Colton Herta       | Colton Herta      | Andretti Autosport  | Honda     |

## Classements

### Classement des pilotes
| Pos | Pilote                | ALA | STP | TEXAS | TEXAS | IGP | INDY | DETROIT | DETROIT | ROA  | MDO | NSH  | IND | GAT | POR  | LAG | LBH | Pts |
| --- | --------------------- | --- | --- | ----- | ----- | --- | ---- | ------- | ------- | ---- | --- | ---- | --- | --- | ---- | --- | --- | --- |
| 1   | Álex Palou            | 1L* | 17L | 4cL   | 7L    | 3L  | 26L  | 15      | 3       | 1L   | 3   | 7    | 27  | 20  | 1L   | 2   | 4   | 549 |
| 2   | Josef Newgarden       | 23  | 2   | 6     | 2L    | 4   | 12   | 10      | 2L*     | 21L* | 1L* | 10   | 8L  | 1L* | 5    | 7   | 2L  | 511 |
| 3   | Pato O'Ward           | 4L  | 19  | 3     | 1L    | 15  | 4L   | 3L      | 1L      | 9    | 8   | 13   | 5L  | 2L  | 14L  | 5   | 27  | 487 |
| 4   | Scott Dixon           | 3   | 5   | 1L*   | 4cL*  | 9L  | 171L | 8L      | 7       | 4L   | 4   | 2    | 17  | 19  | 3L   | 13  | 3L  | 481 |
| 5   | Colton Herta          | 22  | 1L* | 22    | 5     | 13  | 162L | 14      | 4       | 2    | 13L | 19L* | 3L  | 18L | 8    | 1L* | 1L* | 455 |
| 6   | Marcus Ericsson       | 8   | 7   | 19    | 12    | 10  | 119  | 1L      | 9       | 6    | 2L  | 1L   | 9   | 9   | 7L   | 6   | 28  | 435 |
| 7   | Graham Rahal          | 7   | 15  | 5     | 3L    | 5   | 32L  | 5L      | 5       | 11   | 6   | 5    | 7   | 23  | 10L* | 4   | 16L | 389 |
| 8   | Simon Pagenaud        | 12  | 3L  | 10    | 6     | 6   | 3L   | 12      | 8       | 18   | 14  | 21   | 16L | 8L  | 21   | 8   | 5   | 383 |
| 9   | Will Power            | 2L  | 8   | 14    | 13L   | 11  | 30   | 20L*    | 6       | 3    | 25  | 14   | 1L* | 3L  | 13   | 26  | 10  | 357 |
| 10  | Alexander Rossi       | 9   | 21  | 8     | 20    | 7   | 29   | 7L      | 13      | 7    | 5   | 17   | 4   | 17  | 2    | 25  | 6   | 332 |
| 11  | Takuma Satō           | 13  | 6   | 9     | 14L   | 16  | 14L  | 4       | 12      | 8L   | 10  | 25   | 10  | 6   | 12   | 27  | 9   | 324 |
| 12  | Rinus VeeKay          | 6L  | 9   | 20    | 9L    | 1L  | 83L  | 2       | 18      |      | 16  | 24   | 24  | 21  | 17   | 18  | 25  | 308 |
| 13  | Jack Harvey           | 11  | 4   | 7     | 17    | 23  | 18   | 16      | 19      | 17   | 19  | 15   | 6   | 10  | 4L   | 15  | 7L  | 308 |
| 14  | Scott McLaughlin RY   | 14  | 11  | 2     | 8     | 8   | 20   | 19      | 20      | 14   | 12  | 22   | 23  | 4   | 9L   | 12  | 11  | 305 |
| 15  | Romain Grosjean R     | 10  | 13  |       |       | 2L* |      | 23L     | 24      | 5    | 7   | 16L  | 2   | 14  | 22   | 3L  | 24  | 272 |
| 16  | Sébastien Bourdais    | 5L  | 10  | 24    | 19    | 19  | 26   | 11      | 16      | 16   | 11  | 27   | 15  | 5L  | 18   | 14  | 8   | 258 |
| 17  | Ryan Hunter-Reay      | 24  | 14  | 16    | 10    | 12L | 227  | 21      | 11      | 13   | 24  | 4    | 18  | 7   | 15   | 11  | 23  | 256 |
| 18  | Conor Daly            | 16  | 16  | 21    | 24    | 25  | 13L* | 13      | 15      | 20   | 15  | 12   | 11  | 11  | 16   | 16  | 21  | 235 |
| 19  | Ed Jones              | 15  | 20  | 12    | 22    | 14  | 28   | 9L      | 17      | 23   | 26  | 6    | 14  | 24  | 11L  | 10  | 12L | 234 |
| 20  | James Hinchcliffe     | 17  | 18  | 23    | 18    | 18  | 21   | 17      | 14      | 15   | 17  | 3    | 22  | 15  | 27   | 20  | 14  | 220 |
| 21  | Felix Rosenqvist      | 21  | 12  | 13    | 16    | 17  | 27L  | 25      |         |      | 23  | 8    | 13  | 16  | 6    | 19  | 13  | 205 |
| 22  | Hélio Castroneves     |     |     |       |       |     | 18L  |         |         |      |     | 9    | 21  |     | 23   | 24  | 20L | 158 |
| 23  | Santino Ferrucci      |     |     |       |       |     | 6L   | 6       | 10      |      | 9   | 11   |     |     |      |     |     | 146 |
| 24  | Dalton Kellett        | 18  | 23  | 18    | 23    | 20  | 23   | 18      | 23      | 25   | 21  | 23   | 26  | 12  | 26   | 23  | 19  | 148 |
| 25  | Max Chilton           | 20  | 24  |       |       |     | 24   | 22      | 22      | 10L  | 18  | 18   | 20  |     | 19   | 21  | 15  | 134 |
| 26  | Jimmie Johnson R      | 19  | 22  |       |       | 24  |      | 24      | 21      | 22   | 22  | 26   | 19  |     | 20   | 17  | 17  | 112 |
| 27  | Ed Carpenter          |     |     | 17    | 11L   |     | 54   |         |         |      |     |      |     | 22  |      |     |     | 107 |
| 28  | Tony Kanaan           |     |     | 11    | 15    |     | 105  |         |         |      |     |      |     | 13  |      |     |     | 96  |
| 29  | Oliver Askew          |     |     |       |       |     |      |         | 25      | 12L  |     |      |     |     | 24   | 9   | 22L | 61  |
| 30  | Sage Karam            |     |     |       |       |     | 7L   |         |         |      |     |      |     |     |      |     |     | 53  |
| 31  | Juan Pablo Montoya    |     |     |       |       | 21  | 9    |         |         |      |     |      |     |     |      |     |     | 53  |
| 32  | Pietro Fittipaldi     |     |     | 15    | 21    |     | 25   |         |         |      |     |      |     |     |      |     |     | 34  |
| 33  | J. R. Hildebrand      |     |     |       |       |     | 15   |         |         |      |     |      |     |     |      |     |     | 30  |
| 34  | Cody Ware R           |     |     |       |       |     |      |         |         | 19   |     | 20   | 25  |     |      |     |     | 26  |
| 35  | Marco Andretti        |     |     |       |       |     | 19   |         |         |      |     |      |     |     |      |     |     | 22  |
| 36  | Charlie Kimball       |     |     |       |       | 22  | NQ   |         |         |      |     |      |     |     |      |     | 18  | 20  |
| 37  | Christian Lundgaard R |     |     |       |       |     |      |         |         |      |     |      | 12L |     |      |     |     | 19  |
| 38  | Callum Ilott R        |     |     |       |       |     |      |         |         |      |     |      |     |     | 25   | 22  | 26  | 18  |
| 39  | Ryan Norman R         |     |     |       |       |     |      |         |         |      | 20  |      |     |     |      |     |     | 10  |
| 40  | Simona de Silvestro   |     |     |       |       |     | 31   |         |         |      |     |      |     |     |      |     |     | 10  |
| 41  | Stefan Wilson R       |     |     |       |       |     | 33   |         |         |      |     |      |     |     |      |     |     | 10  |
| 42  | Kevin Magnussen R     |     |     |       |       |     |      |         |         | 24L  |     |      |     |     |      |     |     | 7   |
| 43  | R. C. Enerson R       |     |     |       |       |     | NQ   |         |         |      |     |      | 28  |     |      |     |     | 5   |
| Pos | Pilote                | ALA | STP | TEXAS | TEXAS | IGP | INDY | DETROIT | DETROIT | ROA  | MDO | NSH  | IND | GAT | POR  | LAG | LBH | Pts |

| Couleur    | Résultat            |
| ---------- | ------------------- |
| Or         | Vainqueur           |
| Argent     | Deuxième            |
| Bronze     | Troisième           |
| Vert       | 4e ou 5e            |
| Bleu clair | 6e à 10e            |
| Bleu foncé | Autre pilote classé |
| Pourpre    | Abandon             |
| Rouge      | Non qualifié (NQ)   |
| Brun       | Retiré (Ret)        |
| Noir       | Disqualifié (DSQ)   |
| Blanc      | Non partant (DNS)   |
| Blanc      | Course annulée (C)  |
| Vide       | Non inscrit         |

| Notation |                                              |
| Gras     | Pole position (1 point; sauf Indy)           |
| Italique | Meilleur tour                                |
| L        | Leader tour de course (1 point)              |
| *        | Plus de tours en tête (2 points)             |
| 1–9      | Indy 500 "Fast Nine" points bonus            |
| c        | Qualifications annulées (pas de point bonus) |
| RY       | Révélation de l'année                        |
| R        | Débutant                                     |

### Classement des motoristes
| Pos | Motoriste | ALA | STP | TEXAS | TEXAS | IGP | INDY | DETROIT | DETROIT | ROA | MDO | NSH | IND | GAT | POR | LAG | LBH | Bonus | Pts  |
| --- | --------- | --- | --- | ----- | ----- | --- | ---- | ------- | ------- | --- | --- | --- | --- | --- | --- | --- | --- | ----- | ---- |
| 1   | Honda     | 1   | 1   | 1     | 3     | 2   | 1    | 1       | 3       | 1   | 2   | 1   | 2   | 5   | 1   | 1   | 1   | 78    | 1396 |
| 1   | Honda     | 3   | 4   | 4     | 4     | 3   | 6    | 4       | 4       | 2   | 3   | 2   | 3   | 6   | 2   | 2   | 3   | 78    | 1396 |
| 1   | Honda     | 90  | 88  | 87    | 67    | 76  | 81   | 87      | 67      | 95  | 75  | 96  | 75  | 58  | 90  | 96  | 90  | 78    | 1396 |
| 2   | Chevrolet | 2   | 2   | 2     | 1     | 1   | 2    | 2       | 1       | 3   | 1   | 7   | 1   | 1   | 4   | 4   | 5   | 40    | 1246 |
| 2   | Chevrolet | 4   | 3   | 3     | 2     | 4   | 3    | 3       | 2       | 9   | 8   | 8   | 5   | 2   | 7   | 6   | 8   | 40    | 1246 |
| 2   | Chevrolet | 73  | 75  | 75    | 95    | 87  | 75   | 76      | 96      | 58  | 80  | 50  | 86  | 91  | 58  | 60  | 71  | 40    | 1246 |

### Système de points
| Position        | 1er | 2e | 3e | 4e | 5e | 6e | 7e | 8e | 9e | 10e | 11e | 12e | 13e | 14e | 15e | 16e | 17e | 18e | 19e | 20e | 21e | 22e | 23e | 24e | 25e+ |
| Points          | 50  | 40 | 35 | 32 | 30 | 28 | 26 | 24 | 22 | 20  | 19  | 18  | 17  | 16  | 15  | 14  | 13  | 12  | 11  | 10  | 9   | 8   | 7   | 6   | 5    |
| Points Indy500  | 100 | 80 | 70 | 64 | 60 | 56 | 52 | 48 | 44 | 40  | 38  | 36  | 34  | 32  | 30  | 28  | 26  | 24  | 22  | 20  | 18  | 16  | 14  | 12  | 10   |
| Qualif. Indy500 | 9   | 8  | 7  | 6  | 5  | 4  | 3  | 2  | 1  |     |     |     |     |     |     |     |     |     |     |     |     |     |     |     |      |